# Orans

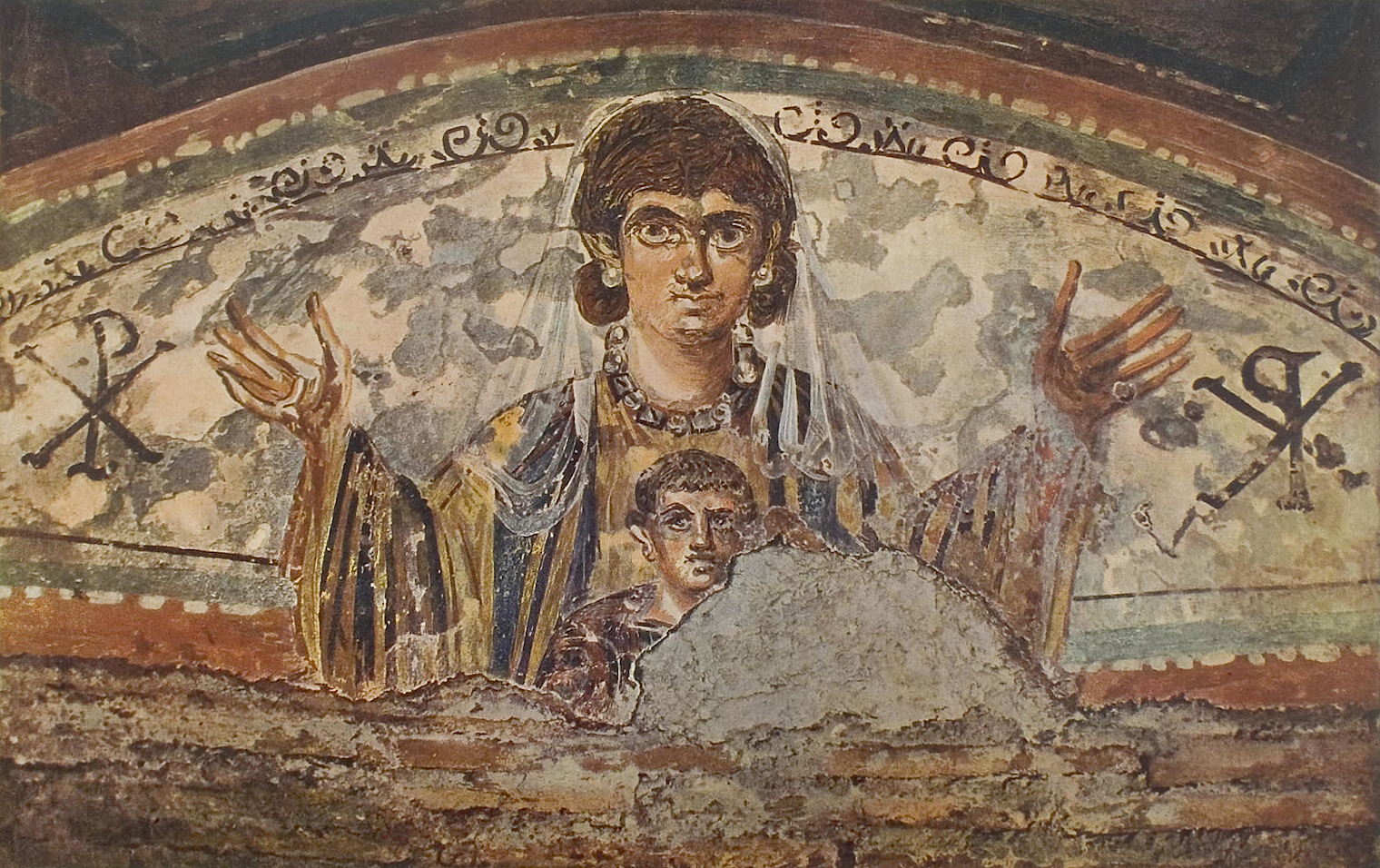
A Szűzanya gyermekével orans testtartásban, a római katakombák egy negyedik századi falfestményén.

Az orans (latinul „imádkozó”) az ókeresztény művészetben imádkozó férfi- vagy nőalak. Általában álló helyzetben, könyökkel a test oldalához szorítva, széttárt karokkal, kifordított tenyérrel vannak ábrázolva. Az orans a katakombák falfestményeinek egyik leggyakoribb motívuma.